# Techland
Techland is een Poolse computerspelontwikkelaar opgericht in 1991 en gevestigd in Ostrów Wielkopolski. Techland is onder meer bekend van de first-person shooter Call of Juarez.

## Ontwikkelde spellen
- Crime Cities (2000)
- Speedway Championships (2001)
- Pet Racer (2001)
- Pet Soccer (2001)
- FIM Speedway Grand Prix (2002)
- Chrome (2003)
- Xpand Rally (2004)
- Chrome: SpecForce (2005)
- GTI Racing (2006)
- Crazy Soccer Mundial (2006)
- FIM Speedway Grand Prix 2 (2006)
- Xpand Rally Xtreme (2006)
- Call of Juarez (2006)
- FIM Speedway Grand Prix 3 (2008)
- Nikita: Tajemnica Skarbu Piratow (2008)
- Speedway Liga (2009)
- Call of Juarez: Bound in Blood (2009)
- Nail'd (2010)
- FIM Speedway Grand Prix 4 (2011)
- Call of Juarez: The Cartel (2011)
- Dead Island (2011)
- Mad Riders (2012)
- Dead Island: Riptide (2013)
- Call of Juarez: Gunslinger (2013)
- Hellraid: The Escape (2014)
- Dying Light (2015)
- Dying Light 2: Stay Human (2022)